# 1989 PF
1989 PF är en asteroid i huvudbältet som upptäcktes den 9 augusti 1989 av de båda amerikanska astronomerna Eleanor F. Helin och Jeff T. Alu vid Palomar-observatoriet.
Asteroiden har en diameter på ungefär 7 kilometer.